# Ong Chun
En China y Malasia, la ceremonia Ong Chun, también conocida como Wangchuan o Wangkang, consiste en rituales para preservar la armonía entre el ser humano y el océano. Integra el patrimonio cultural inmaterial desde el 17 de diciembre de 2020, por decisión de la UNESCO.

## Descripción e historia
La ceremonia permite «mantener el vínculo duradero entre el hombre y el océano», según su descripción de la UNESCO. Se establece en honor de la divinidad Ong Yah, que, según una creencia popular, protege a las personas y sus tierras del desastre.
Este acontecimiento se remonta a los siglos XV y XVI —y continúa hasta el siglo XVII—, en el sureste de la actual provincia de Fujian. En el siglo XXI, este conjunto de prácticas y rituales se centra en las bahías Xiamen y Quangzhou, así como en las comunidades chinas de Malaca, Malasia. Esta ceremonia consta de varios rituales: tertulias en templos y casas de clanes, encender lámparas —en lo alto de mástiles— dirigidas a personas que perdieron la vida en el mar, apodados «buenos hermanos», con el fin de apaciguar los tormentos a sus familias y la práctica de ópera gezai, ópera gaojia, danza del león y del dragón —entre otras danzas— y espectáculos de marionetas. Tiene lugar durante un mes lunar, cada tres o cuatro años.
Esta ceremonia permite realizar buenas acciones. La barcaza de Ong Yah está construida de madera o de papel.

## Integración como patrimonio cultural inmaterial
El 17 de diciembre de 2020, esta celebración integra la lista del patrimonio cultural inmaterial. Para la UNESCO, se trata a la vez de honrar a los antepasados que se han ido al mar, de mantener un cierto vínculo entre el ser humano y el océano, así como de favorecer el diálogo entre las culturas. También se trata de mantener un vínculo entre las culturas de China y Malasia. También se menciona la conservación ecológica, fomentada por este acontecimiento.